# Typhonium peltandroides
Typhonium peltandroides är en kallaväxtart som beskrevs av A.Hay, M.D.Barrett och Russell Lindsay Barrett. Typhonium peltandroides ingår i släktet Typhonium och familjen kallaväxter. Inga underarter finns listade.